# Banisia strigigrapha
Banisia strigigrapha är en fjärilsart som beskrevs av George Francis Hampson 1914. Banisia strigigrapha ingår i släktet Banisia och familjen Thyrididae. Inga underarter finns listade i Catalogue of Life.